# Orbiting Carbon Observatory

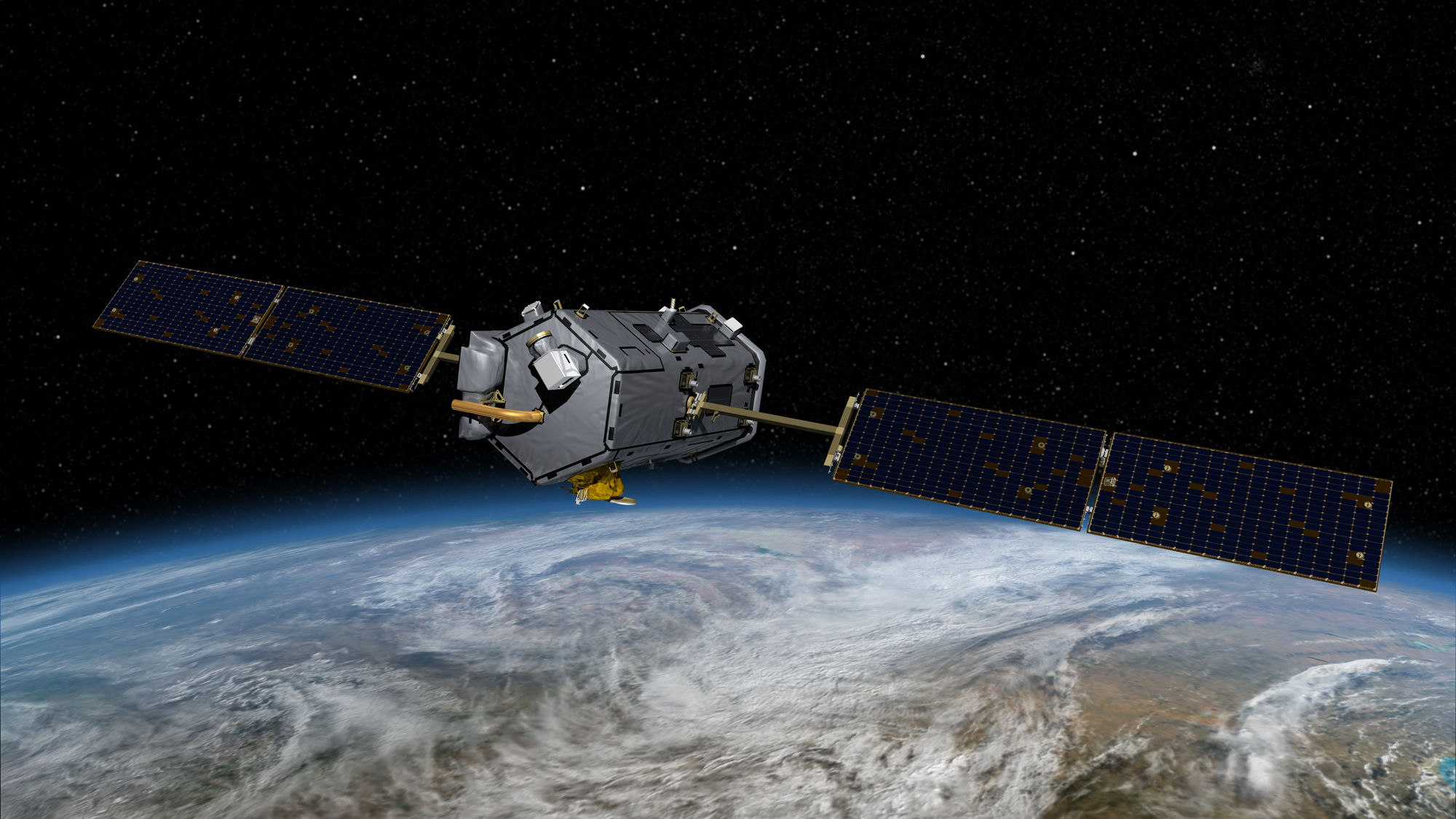
Concepção artística do satélite OCO em órbita ao redor da terra.

O Orbiting Carbon Observtory (OCO) é um satélite da NASA destinado a fornecer observações espaciais globais da atmosfera e do dióxido de carbono (CO 2 ). O satélite foi perdido em um lançamento fracasso em 24 de fevereiro de 2009 da Base da Força Aérea de Vandenberg, Estados Unidos, sendo na data da carenagem do foguete Taurus que o transportava e não conseguiu separar o satélite durante a subida. A massa adicional da carenagem impediu o satélite de alcançar a órbita . Posteriormente, reentrou na atmosfera e caiu no Oceano Índico, perto da Antártica. O satélite levava um único instrumento que teria levado as medições mais precisas de dióxido de carbono atmosférico já feito a partir do espaço. O instrumento foi composto por três, de alta resolução paralelas de espectrômetros integrados em uma estrutura comum e alimentados por um telescópio comum. Os espectrômetros teriam feito medições simultâneas de dióxido de carbono e oxigênio molecular e a absorção de luz solar refletida no mesmo local na superfície da Terra, quando vistos no curto espectro infravermelho e parte do espectro eletromagnético, invisível ao olho humano. O custo da missão era de 280.000 mil dólares. Ele foi patrocinado pelo NASA's Earth System Science Pathfinder Program do Jet Propulsion Laboratory em Pasadena, Califórnia, Estados Unidos.

## Ligações Externas
- NASA/JPL Orbiting Carbon Observatory website
- JPL Science Division OCO page
- UStream video on OCO mission